# Корабельна вулиця (Київ)
Корабе́льна ву́лиця — вулиця в Оболонському районі міста Києва, місцевість Куренівка. Пролягає від Новокостянтинівської вулиці до вулиці Гулаків-Артемовських.
Прилучається Чорноморська вулиця.

## Історія
Вулиця виникла у 50-х роках ХХ століття під назвою Нова. Сучасна назва — з 1955 року.